# Wellesley College

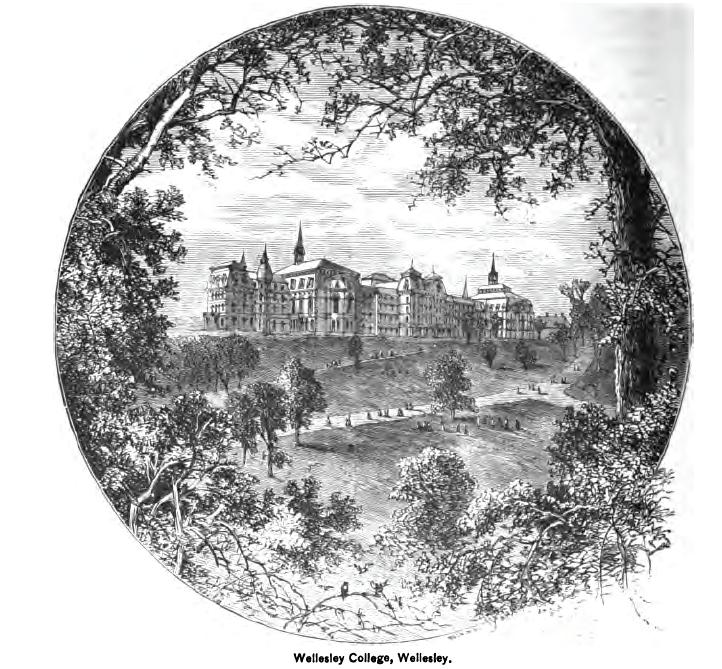
Wellesley College, 1881.

Wellesley College är en privat högskola för enbart kvinnor i Bostonförorten Wellesley, Massachusetts, i USA.
Högskolan grundades 1870 som en av medlemmarna av Seven Sisters och har idag lite över 2 400 studenter inom liberal arts. 
Högskolan driver Whitin-observatoriet.
Framgångsrika alumner innefattar den amerikanska skådespelerskan Ali MacGraw, utrikesministrarna Hillary Clinton och Madeleine Albright, astronauten Pamela Melroy, nyhetsankaret Diane Sawyer och svenska författaren Louise Boije af Gennäs. Vladimir Nabokov var under 1970-talet en del av Wellesleys fakultet.
Wellesley College är ofta refererad till i populärkultur. Filmen Mona Lisas Leende utspelar sig på en fiktiv variant av högskolan.